# Paridotea ungulata
Paridotea ungulata là một loài chân đều trong họ Idoteidae. Loài này được Pallas miêu tả khoa học năm 1772.